# 705년

## 연호
- 무주(武周) / 당(唐) 신룡(神龍) 원년
- 일본(日本) 게이운(慶雲) 2년
- 발해(渤海) 천통(天統) 8년

## 기년
- 무주(武周) 측천황제(則天皇帝) 16년
- 당(唐) 중종(中宗) 복위 원년
- 신라(新羅) 성덕왕(聖德王) 4년
- 발해(渤海) 고왕(高王) 8년

## 사건
- 3월 1일 - 교황 요한 7세, 86대 로마 교황으로 취임.
- 측천무후의 죽음으로 당조가 이어지다. (대무주 690년 음력 9월9일(양력 10월 16일)) 705년 양력 3월3일은 690년 9월9일 중앙절을 기해 당나라의 황후인 무측천이 황제로 즉위하면서 일시적으로 당나라를 멸망시키고 세운 국가이다. 수도는 당의 동도였던 지금의 뤄양(낙양)에 있었으며, 무주 당시에는 신도라고 칭하였다.

## 사망
- 1월 11일 - 교황 요한 6세, 85대 로마 교황.
- 측천무후